# Micropera draco
Micropera draco là một loài thực vật có hoa trong họ Lan. Loài này được (Tuyama) P.J.Cribb & Ormerod mô tả khoa học đầu tiên năm 2000.